# Aleksandra Przybysz
Aleksandra Katarzyna Przybysz Jagieło (Jeżowe, 2 giugno 1980) è un'ex pallavolista polacca.
Giocava nel ruolo di schiacciatrice.

## Palmarès

### Club
- Campionato polacco: 8

2002-03, 2003-04, 2007-08, 2008-09, 2010-11, 2014-15, 2015-16, 2016-17
- Coppa di Polonia: 4

2003-04, 2010-11, 2015-16, 2016-17
- Supercoppa polacca: 4

2006, 2009, 2014, 2015
- Coppa CEV: 1

2012-13

### Premi individuali
- 2014 - Coppa di Polonia: Miglior servizio